# Paralaxita orphna

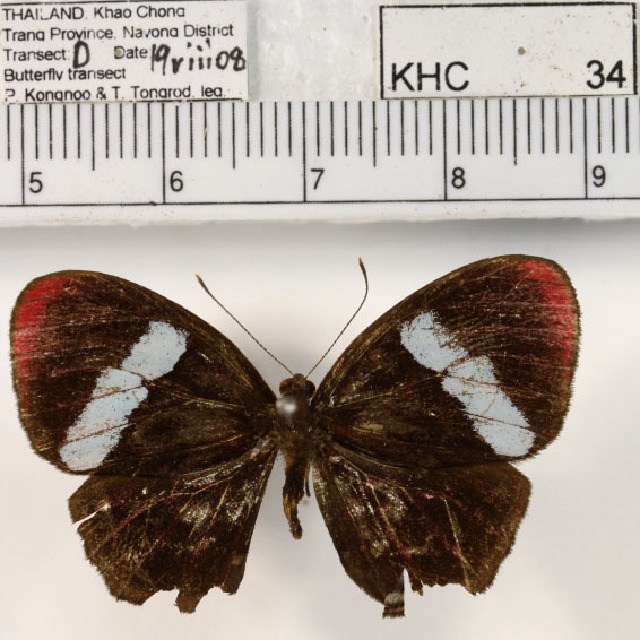
Paralaxita orphna

Paralaxita orphna é uma espécie indo-malaia de borboleta na família Riodinidae. Ela foi descrita por Jean Baptiste Boisduval, em 1836.

## Subespécies
- P. s. orphna (Bornéu, Pulau Laut, Palawan)
- P. s. laocoon (de Nicéville, 1894) (de Burma até à Península da Malásia)
- P. s. panyasis (Fruhstorfer, 1914) (Sumatra, Bangka)